# Třída Loire
Třída Loire je třída víceúčelových podpůrných lodí stavěných pro francouzské námořnictvo. Jejich francouzské označení je Bâtiments de soutien et d'assistance métropolitains (BSAM), dříve též Bâtiments de soutien et d'assistance hauturiers (BSAH). Objednány byly celkem čtyři jednotky této třídy. Mohou být nasazeny například při logistické podpoře, hlídkování ve výlučné ekonomické zóně, misích SAR, kontrole znečištění, nebo ve výzkumu.

## Stavba
Vývoj a stavba dvou jednotek této třídy byla objednána v září 2015 u francouzské společnosti Kership (joint venture loděnic Piriou a DCNS). Součástí kontraktu byla opce na další dvě plavidla, která byla uplatněna v listopadu 2015. Vývoj a stavba plavidel probíhá v loděnici Piriou v Concarneau. DCNS plavidlům poskytuje technickou podporu a Kership celý projekt koordinuje. Plavidla měla být dodána v letech 2018–2019. Nakonec byla poslední čtvrtá jednotka zařazena v lednu 2020.
Jednotky třídy Loire:
| Jméno          | Spuštěna           | Vstup do služby   | Status  |
| -------------- | ------------------ | ----------------- | ------- |
| Loire (A602)   | 1. června 2017     | 26. července 2018 | aktivní |
| Rhône (A603)   | 13. listopadu 2017 | 22. ledna 2019    | aktivní |
| Seine (A604)   | 4. prosince 2017   | 24. července 2019 | aktivní |
| Garonne (A605) | 5. listopadu 2018  | 8. ledna 2020     | aktivní |

## Konstrukce

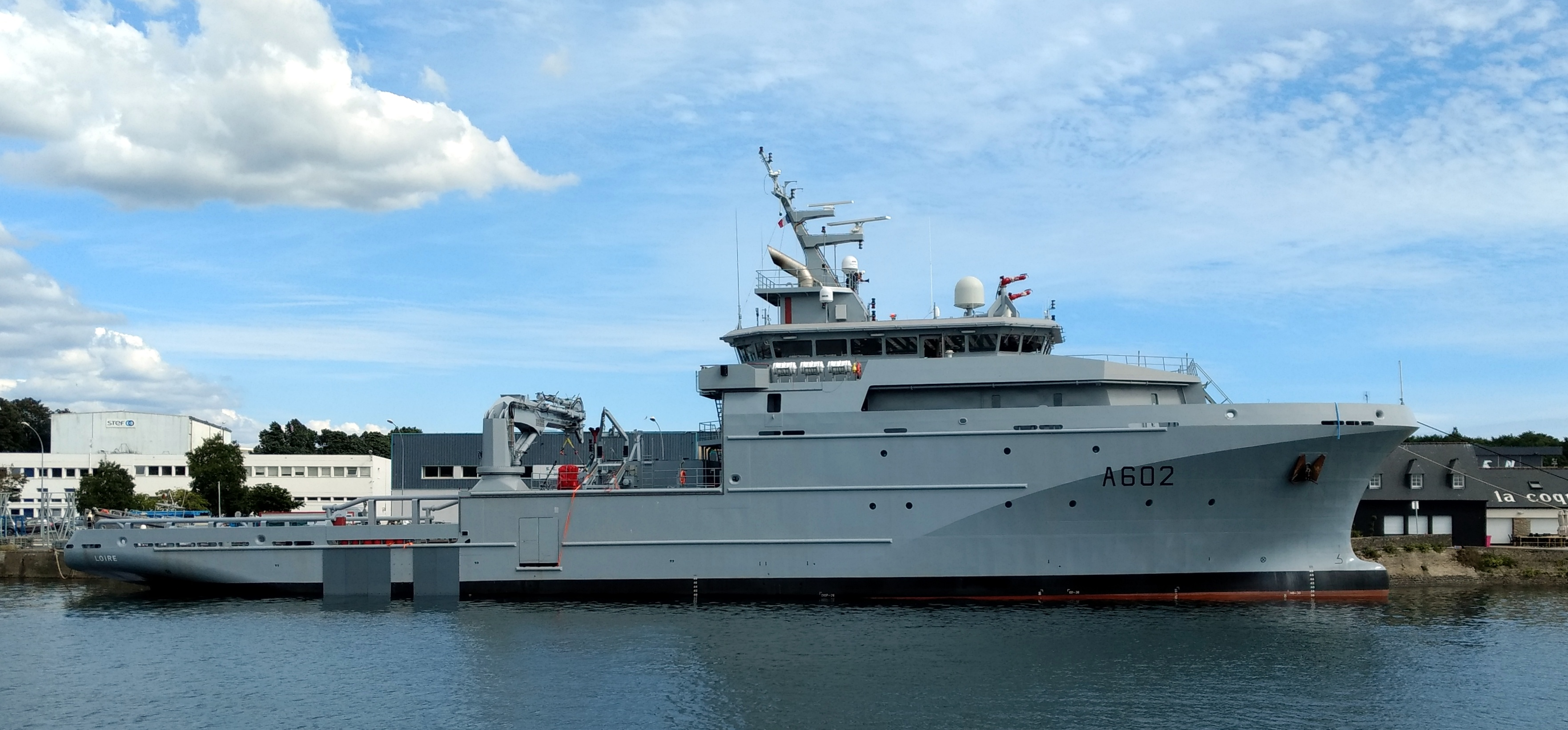
Loire (A602)

Plavidla jsou postavena z oceli. Kromě 17 členů posádky jsou na palubě ubikace pro 12 dalších osob. Nákladní paluba má plochu 250m2. Plavidla jsou vybavena dvěma vodními děly na můstku. Na plavidlech je vybavení pro lékařství a potápění. Na střední nesou jeřáb s nosností 12 tun a dva malé čluny. Plavidla jsou také vybavena pro vlečení dalších lodí. Pohonný systém tvoří dva diesely ABC 12DZC, každý o výkonu 4020 hp, pohánějící dva lodní šrouby s pláštěm. Manévrovací schopnosti zlepšují jeden příďový dokormidlovací zařízení. Nejvyšší rychlost je 14 uzlů. Dosah je 5000 námořních mil při 12 uzlů a autonomie 30 dnů.

## Služba
Podpůrná loď Garonne byla roku 2020 využita pro testování sonaru s měnitelnou hloubkou ponoru Thales CAPTAS-1.